# Michael Lüftner
Michael Lüftner, född 14 mars 1994, är en tjeckisk fotbollsspelare som spelar för ungerska Fehérvár.

## Karriär
I maj 2017 värvades Lüftner av danska FC Köpenhamn. Han debuterade i Superligaen den 15 juli 2017 i en 1–1-match mot AaB. Den 20 juni 2019 lånades Lüftner ut till Omonia på ett låneavtal över säsongen 2019/2020. I maj 2020 förlängdes låneavtalet med ytterligare en säsong.
I juni 2021 värvades Lüftner av ungerska Fehérvár.